# Задорин, Александр Дмитриевич
Александр Дмитриевич Задорин (27.03.1935 — 23.05.2012) — российский учёный в области биологической интенсификации земледелия, член-корреспондент РАСХН (1997).
Родился в г. Риддер Восточно-Казахстанской области. Окончил Казанский СХИ (1959, с отличием) и его заочную аспирантуру по специальности «Общее земледелие».
- 1959—1966 — управляющий отделением, главный агроном, директор зерносовхоза Багратионовский Таврического района Восточно-Казахстанской области.
- 1966—1977 — директор Восточно-Казахстанской государственной с.-х. опытной станции.
- 1977—1981 — зам. директора по науке Казахского НИИ земледелия им. В. Р. Вильямса.
- 1981—1986 — начальник Главного управления внедрения в производство научно-технических достижений МСХ Казахской ССР, член коллегии.
- 1986 — начальник управления научно-технического прогресса Госагропрома Казахской ССР.
- 1986—1988 — старший научный сотрудник, заведующий отделом Казахского НИИ земледелия им. В. Р. Вильямса.
- 1988—2002 — генеральный директор НПО по зернобобовым и крупяным культурам, одновременно директор, руководитель Государственного научного центра РФ Всероссийского НИИ зернобобовых и крупяных культур (ВНИИЗБК).
- с 2002 — главный научный сотрудник отдела земледелия ВНИИЗБК.

Доктор сельскохозяйственных наук (1990), профессор (1994), член-корреспондент РАСХН (1997).
Разработчик рекомендаций по системам ведения сельского хозяйства, земледелия.
Заслуженный агроном Казахской ССР (1972). Награждён орденами Ленина (1976), Трудового Красного Знамени (1972), медалями «За доблестный труд», «За освоение целинных земель», двумя бронзовыми медалями ВДНХ.
Автор (соавтор) более 200 научных работ, в том числе свыше 30 книг.
Публикации:
- Рекомендации по системе ведения сельского хозяйства Восточно-Казахстанской области / соавт.: Н. П. Кузнецов и др. — Алма-Ата: Кайнар, 1979. — 336 с.
- Севообороты, обработка, плодородие неполивных и богарных почв Казахстана / соавт.: И. А. Абугалиев и др. — Алма-Ата: Кайнар, 1980. — 200 с.
- Научные основы земледелия Восточного Казахстана / соавт.: Н. П. Кузнецов и др. — Алма-Ата: Кайнар, 1984. — 103 с.
- Программирование урожаев сельскохозяйственных культур / соавт.: И. А. Абугалиев и др. — Алма-Ата: Кайнар, 1985. — 171 с.
- Экология и земледелие / соавт.: В. П. Орлов, П. Д. Бойцов. — Орел, 1996. — 93 с.
- Проблемы адаптации в земледелии. — Орел: Тургенев. бережок, 1997. — 180 с.
- Белковый комплекс зернобобовых культур и пути повышения его качества / соавт.: Н. Е. Павловская и др.; Орлов. гос. аграр. ун-т. — Орел, 2003. — 216 с.
- Повышение продуктивности и устойчивости агроэкосистем / соавт. В. И. Зотиков; Всерос. НИИ зернобобовых и крупяных культур. — Орел: Картуш, 2007. — 197 с.
- Всероссийский научно-исследовательский институт зернобобовых и крупяных культур: история и современность (1962—2012) / соавт.: В. И. Зотиков и др. — Орел, 2012. — 378 с.